# Druvinu tirelis
Druvinu tirelis este o arie protejată (arie specială de conservare — SAC, sit de importanță comunitară — SCI, arie de protecție specială avifaunistică — SPA) din Letonia întinsă pe o suprafață de 292,9 ha, integral pe uscat.

## Localizare
Centrul sitului Druvinu tirelis este situat la coordonatele 57°07′13″N 22°07′59″E / 57.1202°N 22.133°E.

## Înființare
Situl Druvinu tirelis a fost declarat arie de protecție specială avifaunistică în decembrie 2003 pentru a proteja 8 specii de animale. Alte tipuri de protecție:
- sit de importanță comunitară (în mai 2004)
- arie specială de conservare (în mai 2004)[1][3][4]

## Biodiversitate
Situată în ecoregiunea boreală, aria protejată conține 5 habitate naturale: Turbării active, Mlaștini turboase de tranziție și turbării mișcătoare, Depresiuni pe substraturi de turbă de Rhynchosporion, Păduri caducifoliate de mlaștină fino-scandinave, Mlaștini împădurite.
La baza desemnării sitului se află mai multe specii protejate de  păsări (8): minunița (Aegolius funereus), caprimulg (Caprimulgus europaeus), porumbel de scorbură (Columba oenas), lebădă de iarnă (Cygnus cygnus), cocor (Grus grus), ploier auriu (Pluvialis apricaria), cocoșul de mesteacăn (Tetrao tetrix tetrix),  cocoș de munte (Tetrao urogallus)
Pe lângă speciile protejate, pe teritoriul sitului au mai fost identificate 4 specii de plante, 1 specie de păsări, 4 specii de nevertebrate.